# Hohes Venn

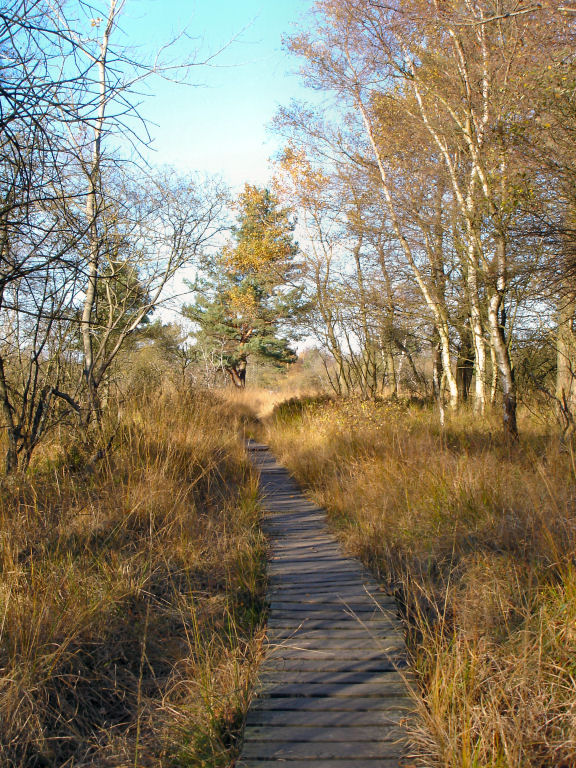
Cărare prin pădure Hohe Venn

Hohes Venn (franceză Hautes Fagnes) este regiune de podiș sub formă de scut bombat la mijloc situat la granița dintre Germania și Belgia ce se întinde pe o suprafață de 4.500 ha. Regiunea este umedă cu smârcuri, numele în (neerlandeză Venn, Fenn - mlaștină). Punctul cel mai înalt al regiunii este Botrange (694 m), Hohes Venn fiind regiunea cea mai înaltă din Belgia.
Din puncte de vedere geologic regiunea aparține de Munții Șistoși de pe malul stâng al Rinului, mărginându-se cu regiunea Eifel și Ardeni, ca și  Hunsrück care este situat la sud de râul Mosel.
Hohes Venn este considerat ca regiune naturală aparte separată de Eifel fiind numit și „Eifelul belgian”

## Geografie
Regiunea se întinde între Eupen în nord, Monschau în est Spa în vest și Malmedy în sud fiind cuprinsă între coordonatele: 50° 36' și- 50° 28' N ca și între 5° 58' și 6° 11' E . Hohes Venn aparține de Naturpark Hohes Venn-Eifel din Belgia de est.